# Libellus

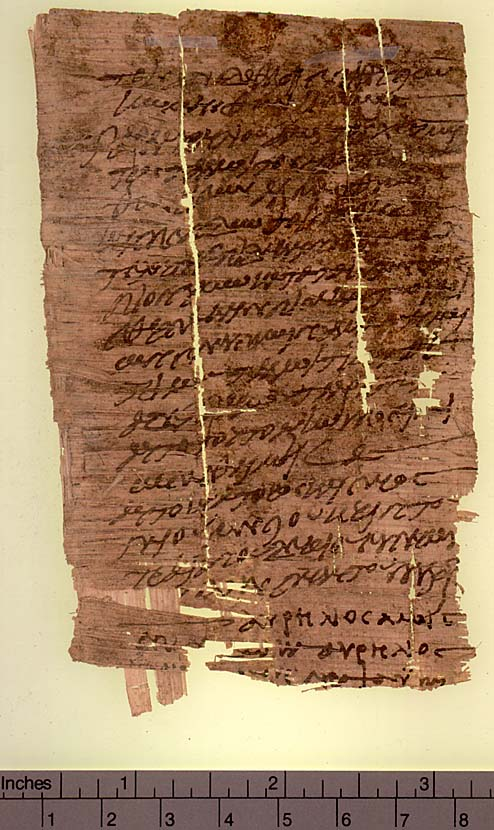
Oxyrhynchus Papyri vol.LVIII no.3929, papyrus gevonden in Egypte, geschreven in 250

Libellus betekent letterlijk klein boekje. Het was een geschreven document voornamelijk op papyrus, een officiële schriftelijke verklaring, een certificaat, een pardon.
De meeste dateren uit het jaar 250 of kort daarna. De Romeinse keizer Decius vaardigde een edict uit,  waarbij iedere burger van het Romeinse Rijk verplicht was de keizerlijke goden te aanbidden, onder het moto religio (religie) en pietas (plicht), met als doel het creëren van samenhang en stabiliteit in het Rijk. De burgers waren verplicht een openbare offerdienst te plegen in bijzijn van een officiële ambtenaar. Daarna kreeg hij of zij een document, een libellus. Vooral de christengemeenschap verzette zich tegen deze praktijk, met alle gevolgen van dien.